# اختلال عاطفی فصلی
اختلال عاطفی فصلی (به انگلیسی: Seasonal affective disorder) (با نام اختصاری SAD)، افسردگی زمستانی یا افسردگی تابستانی نوعی افسردگی تلقی می‌شد که در آن، فردی که در اکثر اوقات سال از شرایط روانی نرمال، برخوردار است، در زمستان یا تابستان، دچار عوارض اختلال افسردگی می‌شود. این اختلال برای اولین بار، به‌طور رسمی توسط نورمَن روزنتهال و همکارانش در مؤسسه ملی بهداشت روان ایالات متحده آمریکا توصیف شد.
در حال حاضر، بر اساس راهنمای تشخیصی و آماری اختلال‌های روانی، اختلال عاطفی فصلی، دیگر به عنوان یک اختلال ویژه، طبقه‌بندی نمی‌شود؛ بلکه اختلال شخصی که از این افسردگی، رنج می‌برد، به‌عنوان الگوی فصلی در اختلال افسردگی عمده — که در مواقع خاصی از سال روی می‌دهد و در باقی اوقات سال نرمال است — تشخیص داده می‌شود.
اگرچه متخصصان در ابتدا درباره وجود این اختلال، شک داشتند؛ اما امروزه این اختلال، به‌عنوان اختلالی رایج، شناخته می‌شود. در آمریکا، نرخ شیوع این اختلال، ۱٫۴درصد در فلوریدا و ۹٫۷درصد در نیوهمپشایر است.
بر اساس نوشته‌های کتابخانه ملی پزشکی ایالات متحده آمریکا، با تغییر فصل، برخی، دچار تغییر جدی در شرایط روانی خود می‌شوند؛ آن‌ها ممکن است که زیاد بخوابند، انرژی کمی داشته باشند و احساس افسردگی کنند؛ معمولاً این نشانه‌ها که می‌توانند جدی هم باشند، با تغییر فصل از بین می‌روند. شرایط بیماری در تابستان می‌توانند با اضطراب شدید، همراه باشند.
راه‌های درمان گوناگونی برای درمان نوع کلاسیک (زمستانی) اختلال عاطفی فصلی، وجود دارد؛ به‌طور مثال، می‌توان از نوردرمانی (با نور خورشید یا نور روشن)، داروهای ضدافسردگی، رفتاردرمانی شناختی، تزریق هوای یونش‌شده و تجویز هورمون ملاتونین نام برد.

## علائم افسردگی فصلی
افرادی که در ماه‌های زمستانی دچار افسردگی می‌شوند، اغلب نشانه‌های زیر را دارند:
۱‌. کاهش انرژی بدن؛
۲. زیاد خوابیدن؛
۳. پرخوری و چاقی
۴. علاقه زیاد به خوردن کربوهیدرات و مواد نشاسته‌ای مانند ماکارونی، ذرت، نوشابه و نظایر آنها.
۵. منزوی شدن از جامعه.

## دلایل
هنوز دلایل دقیق و قطعی افسردگی فصلی مشخص نیست، اما بعضی از دانشمندان تصور می‌کنند که هورمون‌های به خصوصی در زمان‌های معین و مشابهی در هر سال، در مغز تأثیر می گذارند. متخصصین معتقدند که اختلال خلقی فصلی، احتملا به دلیل اینچنین تغییرات هورمونی می‌باشد. یک نظریه این است که نور کمتر خورشید در فصل پاییز و زمستان باعث می‌شود تا مغز سروتونین کمتری تولید کند، سروتونین ماده‌ای شیمیایی است که به مغز مربوط می‌شود و حالات و احساسات انسان را کنترل و تنظیم می‌کند. زمانی که سلول‌های عصبی مغز که وظیفه ی تنظیم حالات انسان را دارند، به درستی کار نکنند، نتیجه می‌تواند احساس افسردگی به همراه نشانه ی خستگی و اضافه وزن باشد.
افسردگی فصلی معمولاً از دوران جوانی شروع می‌شود و در بین زنان نسبت به مردان شایع‌تر است. بعضی از افرادی که دچار این اختلال هستند، نشانه‌های کم و نه چندان شدیدی مثل زودرنجی را به همراه خواهند داشت، در حالی که ممکن است سایر افرادی که دچار این اختلال هستند با نشانه‌های بدتر و شدیدتری همراه شوند و در روابط و کارشان اختلال ایجاد شود.
از آنجایی که نبود نور کافی در طول زمستان با اختلال خلقی فصلی مرتبط است، این اختلال در کشورهایی که در طول سال، نور خورشید زیادی دریافت می‌کنند، کمتر دیده می‌شود.